# Bertrand Try
Bertrand Try est un homme politique français né le 9 février 1754 à Paris et décédé le 10 avril 1821 dans la même ville.
Président du tribunal de première instance de la Seine en 1815, il est ensuite maître des requêtes en service extraordinaire au Conseil d’État en 1818 et conseiller à la Cour de cassation le 7 mars 1821. Il est député de la Seine de 1815 à 1817, siégeant dans la minorité ministérielle.
Il est inhumé au cimetière du Père-Lachaise (28e division).

## Sources
- « Bertrand Try », dans Adolphe Robert et Gaston Cougny, Dictionnaire des parlementaires français, Edgar Bourloton, 1889-1891 [détail de l’édition]